# International Association of Classification Societies
International Association of Classification Societies (IACS) (pol. Międzynarodowe Stowarzyszenie Towarzystw Klasyfikacyjnych) – organizacja zrzeszająca towarzystwa klasyfikacyjne, której celem jest konsultacja oraz koordynacja działań prowadzonych w branży okrętowej.
IACS powstało w 1968 roku. Pierwszymi członkami było siedem towarzystw: American Bureau of Shipping, Bureau Veritas, Det Norske Veritas, Germanischer Lloyd, Lloyd’s Register of Shipping, Nippon Kaiji Kyokai oraz Registro Italiano Navale. Skład organizacji jest zmienny; członkiem może zostać towarzystwo o uznanej reputacji, działające nie krócej niż 20 lat, posiadające własne przepisy klasyfikacji jednostek pływających oraz własną księgę rejestru, a także nadzorujące co najmniej 1000 statków o łącznej pojemności przekraczającej 1 000 000 RT.

## Członkowie IACS
- American Bureau of Shipping,
- Bureau Veritas,
- China Classification Society,
- DNV (powstałe z połączenia Det Norske Veritas i Germanischer Lloyd),
- Korean Register of Shipping,
- Lloyd’s Register of Shipping,
- Nippon Kaiji Kyokai,
- Registro Italiano Navale,
- Polski Rejestr Statków,
- Croatian Register of Shipping (Chorwacja),
- Indian Register of Shipping (Indie).

## Struktura
Radę IACS tworzą przedstawiciele instytucji członkowskich. Jest ona organem wykonawczym Międzynarodowego Stowarzyszenia Towarzystw Klasyfikacyjnych. Funkcja przewodniczącego w Radzie pełniona jest rotacyjnie, co zapewnia sprawowanie jej kolejno przez wszystkich członków. Rada IACS może powoływać komitety do realizacji zadań szczegółowych. Rada uchwala także zalecenia, które nie mają jednak charakteru prawnie wiążącego dla członków.
W strukturze IACS funkcjonują również: stały sekretariat, Komitet Jakości, Komitet Doradczy, Grupa Polityki Ogólnej oraz grupy robocze powoływane doraźnie.

## Współpraca z IMO
Stowarzyszenie finansowane jest przez członków. Współpracuje między innymi z Międzynarodową Organizacją Morską (IMO), przy której posiada status konsultacyjny. Każde towarzystwo klasyfikacyjne niebędące członkiem IACS może – po rejestracji – uzyskać dostęp do bezpłatnych publikacji instytucji członkowskich.